# Teresa de Suecia
Teresa de Suecia (Ansbach, 21 de diciembre de 1836 – Estocolmo, 9 de noviembre de 1914) fue una princesa de la familia real sueca. Al nacer fue titulada "Princesa de Sajonia-Altemburgo", el estado gobernando por su familia;tras su matrimonio se convirtió en "Princesa de Suecia" y "Duquesa de Dalecarlia".

## Títulos, tratamientos y distinciones honoríficas
| ● 21 de diciembre de 1836-16 de abril de 1864: | Su alteza la princesa Teresa de Sajonia-Altemburgo                               |
| ● 16 de abril de 1864-4 de marzo de 1873:      | Su alteza real Teresa, princesa de Suecia y Noruega, duquesa de Dalecarlia       |
| ● 4 de marzo de 1873-9 de noviembre de 1914:   | Su alteza real Teresa, princesa de Suecia y Noruega, duquesa viuda de Dalecarlia |